# Campeonato de Tercera División de Costa Rica 1974
El Campeonato de Fútbol de Tercera División 1974, fue la edición número 51 de (Segunda División B de Ascenso) en disputarse, organizada por la FEDEFUTBOL.
Este campeonato constó de 115 equipos debidamente inscritos en la Federación Nacional de Fútbol Aficionado por (CONAFA). Renombrado en 1982 como (ANAFA).

## Clubes inscritos
| Por la 2.ª. División de Ascenso Provincia de Limón | Por la 2.ª. División de Ascenso Provincia de Limón |
| -------------------------------------------------- | -------------------------------------------------- |
| 1                                                  | A.D. Santos de Guápiles (Campeón Limonense)        |
| 2                                                  | A.D. Estrella Roja de Limón (Subcampeón Limonense) |
| 3                                                  | A.D Independiente de Pococí                        |
| 4                                                  | Turbos F.C                                         |
| 5                                                  | Imperio F.C de Siquirres                           |
| 6                                                  | Pococí F.C                                         |
| 7                                                  | Guácimo F.C                                        |
| 8                                                  | Bataán F.C                                         |
| 9                                                  | Cariari F.C                                        |
| 10                                                 | Transportes F.C                                    |

| Por la 2.ª. División de Ascenso Provincia de Cartago | Por la 2.ª. División de Ascenso Provincia de Cartago |
| ---------------------------------------------------- | ---------------------------------------------------- |
|                                                      | Grupo A                                              |
| 1                                                    | A.D. Triángulo de Turrialba (Campeón Cartaginés)     |
| 2                                                    | U.D. Oreamunense                                     |
| 3                                                    | Selección de Paraíso                                 |
| 4                                                    | A.D. Carmen de Cartago                               |
| 5                                                    | A.D San Francisco de Agua Caliente F.C               |
| 6                                                    | Pitaya F.C                                           |
| 7                                                    | A.D. Estudiantil Guadalupana                         |
|                                                      | Grupo B                                              |
| 1                                                    | Ingenio Juan Viñas F.C (Subcampeón Cartaginés)       |
| 2                                                    | U.D. Tres Ríos                                       |
| 3                                                    | Selección del Carmen                                 |
| 4                                                    | Selección de Alvarado                                |
| 5                                                    | A.D. Once Tigres                                     |
| 6                                                    | A.D. Instituto Tecnológico de Costa Rica             |
| 7                                                    | A.D. Dulce Nombre de Tres Ríos                       |

| Por la 2.ª. División de Ascenso Provincia de San José (Cantones) | Por la 2.ª. División de Ascenso Provincia de San José (Cantones) |
| ---------------------------------------------------------------- | ---------------------------------------------------------------- |
|                                                                  | Grupo A                                                          |
| 1                                                                | Selección de Pérez Zeledón (Campeón Josefino)                    |
| 2                                                                | A.D. Independiente Juventud Aserriseña                           |
| 3                                                                | A.D. Escazuceña                                                  |
| 4                                                                | A.D. Betania de Montes de Oca                                    |
| 5                                                                | U.D. Moravia                                                     |
| 6                                                                | A.D. Cinco Esquinas de Tibás                                     |
| 7                                                                | A.D. San Antonio de Desamparados                                 |
|                                                                  | Grupo B                                                          |
| 1                                                                | A.D. Valencia F.C                                                |
| 2                                                                | A.D. Coco de Santa Ana                                           |
| 3                                                                | C.S. Guadalupe                                                   |
| 4                                                                | A.D. El Cruce de Llorente de Tibás                               |
| 5                                                                | Dota F.C                                                         |
| 6                                                                | A.D. Desamparados                                                |
| 7                                                                | Selección de Mora                                                |
| 8                                                                | Puriscaleña F.C                                                  |
|                                                                  | Grupo C                                                          |
| 1                                                                | C.S. Uruguay                                                     |
| 2                                                                | A.D. Alajuelita                                                  |
| 3                                                                | Aserrí F.C                                                       |
| 4                                                                | A.D Santiago de Puriscal                                         |
| 5                                                                | Club Atlético Terrazú                                            |
| 6                                                                | A.D. El Carmen de Goicoechea                                     |
| 7                                                                | Curridabat F.C                                                   |

| Por la 2.ª. División de Ascenso Provincia de San José (Distritos) | Por la 2.ª. División de Ascenso Provincia de San José (Distritos) |
| ----------------------------------------------------------------- | ----------------------------------------------------------------- |
|                                                                   | Grupo A                                                           |
| 1                                                                 | A.D. Sagrada Familia                                              |
| 2                                                                 | C.S. La Libertad                                                  |
| 3                                                                 | Ecla F.C de Zapote                                                |
| 4                                                                 | A.D. México                                                       |
| 5                                                                 | San José F.C                                                      |
| 6                                                                 | C.S. Oriente de Hatillo                                           |
| 7                                                                 | C.D. Vasconia                                                     |
|                                                                   | Grupo B                                                           |
| 1                                                                 | A.D. Inter de La Uruca (Subcampeón Joesfino)                      |
| 2                                                                 | Soc. Gimnástica Española                                          |
| 3                                                                 | Pavas F.C                                                         |
| 4                                                                 | Habana F.C                                                        |
| 5                                                                 | A.D Los Pinos                                                     |
| 6                                                                 | Aranjuez F.C                                                      |
|                                                                   | Grupo C                                                           |
| 1                                                                 | Orión F.C                                                         |
| 2                                                                 | Real Sociedad de San Sebastián                                    |
| 3                                                                 | A.D. Santa Lucía                                                  |
| 4                                                                 | Mata Redonda F.C                                                  |
| 5                                                                 | Cristo Rey F.C                                                    |
| 6                                                                 | A.D Barrio El Carmen                                              |

| Por la 2.ª. División de Ascenso Provincia de Heredia | Por la 2.ª. División de Ascenso Provincia de Heredia     |
| ---------------------------------------------------- | -------------------------------------------------------- |
|                                                      | Grupo A                                                  |
| 1                                                    | A.D. Río Frío de Sarapiquí                               |
| 2                                                    | Caribe F.C                                               |
| 3                                                    | San Lorenzo F.C                                          |
| 4                                                    | A.D. Machado                                             |
| 5                                                    | Belén F.C                                                |
|                                                      | Grupo B                                                  |
| 1                                                    | San Pablo C.F                                            |
| 2                                                    | A.D. Independiente Plaza Iglesias                        |
| 3                                                    | A.C.S La Flor                                            |
| 4                                                    | A.D Municipal Herediano                                  |
| 5                                                    | Selección de Santo Domingo                               |
|                                                      | Grupo C                                                  |
| 1                                                    | A.D Peñarol San Pedro de Barva                           |
| 2                                                    | A.D. Universidad Nacional                                |
| 3                                                    | Selección de San Rafael                                  |
| 4                                                    | A.C.S. Floreño                                           |
| 5                                                    | Muebles Hermanos Perera de San Francisco                 |
|                                                      | Hexagonal Final Grupo 1                                  |
| 1                                                    | A.D. Independiente Plaza Iglesias (Subcampeón Herediano) |
| 2                                                    | A.D. Río Frío Sarapiquí                                  |
| 3                                                    | Caribe F.C                                               |
|                                                      | Hexagonal Final Grupo 2                                  |
| 1                                                    | A.D Peñarol San Pedro de Barva (Campeón Herediano)       |
| 2                                                    | San Pablo C.F                                            |
| 3                                                    | A.D. Universidad Nacional                                |

| Por la 2.ª. División de Ascenso Provincia de Alajuela | Por la 2.ª. División de Ascenso Provincia de Alajuela       |
| ----------------------------------------------------- | ----------------------------------------------------------- |
|                                                       | Grupo A                                                     |
| 1                                                     | A.D. El Carmen (Campeón Alajuelense)                        |
| 2                                                     | A.D. Atlético Nacional                                      |
| 3                                                     | Cervecería C.R (Río Segundo)                                |
| 4                                                     | Atenas F.C                                                  |
| 5                                                     | A.D. PRIMENCA                                               |
| 6                                                     | A.D. Villa Hermosa                                          |
| 7                                                     | A.D. San Rafael Ojo de Agua                                 |
| 8                                                     | A.D. U.C.R San Ramón                                        |
| 9                                                     | Selección Alajuela Centro                                   |
| 10                                                    | A.D San Mateo                                               |
| 11                                                    | A.D Carrillos Altos                                         |
|                                                       | Grupo B                                                     |
| 1                                                     | A.D Cooperativa Victoria de Grecia (Subcampeón Alajuelense) |
| 2                                                     | A.D. Sarchí de Valverde Vega                                |
| 3                                                     | A.D. Zarcero Alfaro Ruiz                                    |
| 4                                                     | A.D Linda Vista F.C de Grecia                               |
| 5                                                     | Selección de Naranjo                                        |
| 6                                                     | A.D. Tacares                                                |
| 7                                                     | Selección San Pedro de Poás                                 |
| 8                                                     | A.D. Palmitos de Palmáres                                   |

| Por la 2.ª. División de Ascenso Provincia de Guanacaste | Por la 2.ª. División de Ascenso Provincia de Guanacaste |
| ------------------------------------------------------- | ------------------------------------------------------- |
|                                                         | Grupo A                                                 |
| 1                                                       | A.D. Abangares (Subcampeón Guanacasteco)                |
| 2                                                       | A.D Cañas                                               |
| 3                                                       | Selección de Tilarán                                    |
| 4                                                       | Selección de La Cruz                                    |
| 5                                                       | A.D. Bagaces                                            |
|                                                         | Grupo B                                                 |
| 1                                                       | A.D Carrillo (Campeón Guanacasteco)                     |
| 2                                                       | Selección de Liberia                                    |
| 3                                                       | Selección de Nicoya                                     |
| 4                                                       | Selección de Hojancha                                   |
| 5                                                       | Selección de Nandayure                                  |

| Por la 2.ª. División de Ascenso Provincia de Puntarenas | Por la 2.ª. División de Ascenso Provincia de Puntarenas |
| ------------------------------------------------------- | ------------------------------------------------------- |
| 1                                                       | A.D Fértica (Campeón Puntarenense)                      |
| 2                                                       | A.D. Municipal Quepos (Subcampeón Puntarenense)         |
| 3                                                       | Espartano F.C                                           |
| 4                                                       | Jicaral F.C                                             |
| 5                                                       | A.D. Municipal Parrita                                  |
| 6                                                       | Miramar F.C                                             |

## Formato del torneo
Se jugaron dos vueltas, en donde los equipos debían enfrentarse todos contra todos. Posteriormente se juega una octagonal y cuadrangular final (2.ª. División de Ascenso) para ascender a un nuevo inquilino para la Segunda División de Costa Rica.
La Octagonal Final se jugó entre Inter de La Uruca de San José, A.D Carmen de Alajuela, Santos de Guápiles, A.D. Barva de Heredia, A.D. Fértica de Puntarenas, A.D. Triángulo de Turrialba, Selección de Pérez Zeledón y Carrillo de Guanacaste.
La Cuadrangular Final de Tercera División de Costa Rica 1974 queda así:
| Campeón-Subcampeón-Tercer Lugar y Cuarto Lugar | Campeón-Subcampeón-Tercer Lugar y Cuarto Lugar |
| ---------------------------------------------- | ---------------------------------------------- |
| 1                                              | A.D. Triángulo de Turrialba                    |
| 2                                              | A.D. Pérez Zeledón                             |
| 3                                              | A.D. Carrillo de Guanacaste                    |
| 4                                              | A.D El Carmen de Alajuela                      |

## Campeón Monarca de Tercera División de Costa Rica 1974
| Tercera División de Ascenso C.R 1974 | Tercera División de Ascenso C.R 1974 |
| ------------------------------------ | ------------------------------------ |
| A.D. Triángulo de Turrialba          |                                      |

Es Triángulo de Turrilaba el próximo inquilino de la Segunda División de Costa Rica 1975. Además por decisión de FEDEFUTBOL irrumpen en aquella categoría El Carmen de Alajuela, U.D Moravia, Pérez Zeledón, C.S Uruguay y Carrillo de Guanacaste :

## Ligas superiores
- Primera División de Costa Rica 1974

- Segunda División de Costa Rica 1974

## Ligas inferiores
- Campeonato Juvenil de Costa Rica 1974

- Campeonato de Barrios y Distritos a Nivel Provincial

- Terceras Divisiones independientes (Canchas Abiertas)

## Torneos
| Predecesor: Campeonato 1973 | Tercera División de Costa Rica Campeonato 1974 | Sucesor: Campeonato 1975 |